# Kerry Harris
Kerry Harris (19 de setembro de 1949) é uma ex-tenista profissional australiana.

## Finais de Grand Slam

### Duplas 4 (1 título e 3 vices)
| Posição | Ano  | Campeonato       | Piso   | Parceira       | Oponentes                        | Placar   |
| Vice    | 1971 | Aberto da França | Saibro | Helen Gourlay  | Françoise Dürr Gail Chanfreau    | 4–6, 1–6 |
| Campeã  | 1972 | Australian Open  | Grama  | Helen Gourlay  | Patricia Coleman Karen Krantzcke | 6–0, 6–4 |
| Vice    | 1973 | Australian Open  | Grama  | Kerry Melville | Margaret Court Virginia Wade     | 4–6, 4–6 |
| Vice    | 1974 | Australian Open  | Grama  | Kerry Melville | Evonne Goolagong Peggy Michel    | 5–7, 3–6 |